# شانون سوندرز
شانون سوندرز (بالإنجليزية: Shannon Saunders)‏ هي مغنية بريطانية، ولدت في 4 يوليو 1994 في لندن في المملكة المتحدة.

## وصلات خارجية
- الموقع الرسمي
- شانون سوندرز على موقع ميوزك برينز (الإنجليزية)
- شانون سوندرز على موقع ديسكوغز (الإنجليزية)